# ОШ „Иван Горан Ковачић” Суботица
Основна школа „Иван Горан Ковачић“ је школа у Суботици. Основана је 1892. године под називом “Основна школа у првом кварту, у центру града”. 
До данашњих дана она је увек служила својој намени тј. била је школа да би данас функционисала као двојезична основна школа “Иван Горан Ковачић”.